# Cestica
Cestica je općina u Hrvatskoj. Smještena je u Varaždinskoj županiji. Općinska uprava smještena je u naselju Cestica.

## Zemljopis
Općina Cestica smještena je jednim svojim dijelom na vinorodnim brežuljcima, a drugim u plodnoj nizini rijeke Drave na sjeveru Hrvatskog zagorja. Prostire se na površini od 46 km2. Općina se sastoji od naselja: Babinec, Brezje Dravsko, Cestica, Dubrava Križovljanska, Falinić Breg, Gornje Vratno, Jarki, Kolarovec, Križanče, Križovljan Radovečki, Mali Lovrečan, Malo Gradišće, Natkrižovljan, Otok Virje, Radovec, Radovec Polje, Selci Križovljanski, Veliki Lovrečan, Virje Križovljansko, Vratno Otok.
Općina Cestica graniči s općinama Petrijanec, Vinica i Donja Voća, te svojim velikim dijelom s Republikom Slovenijom.
Na području općine se nalazi i dio Ormoškog jezera koje je akumulacija HE Varaždin.

## Stanovništvo
Po popisu stanovništva iz 2001. godine, općina Cestica imala je 5678 stanovnika, raspoređenih u 20 naselja:
- Babinec – 428
- Brezje Dravsko – 231
- Cestica – 491
- Dubrava Križovljanska – 297
- Falinić Breg – 106
- Gornje Vratno – 1132
- Jarki – 148
- Kolarovec – 278
- Križanče – 150
- Križovljan Radovečki – 319
- Mali Lovrečan – 67
- Malo Gradišće – 105
- Natkrižovljan – 313
- Otok Virje – 261
- Radovec – 315
- Radovec Polje – 157
- Selci Križovljanski – 174
- Veliki Lovrečan – 372
- Virje Križovljansko – 262
- Vratno Otok – 72

| broj stanovnika | 2888  | 3234  | 3306  | 3668  | 3864  | 5154  | 5267  | 5873  | 6388  | 6312  | 6262  | 6240  | 5998  | 5790  | 5678  | 5806  | 5425  |
|                 | 1857. | 1869. | 1880. | 1890. | 1900. | 1910. | 1921. | 1931. | 1948. | 1953. | 1961. | 1971. | 1981. | 1991. | 2001. | 2011. | 2021. |

| broj stanovnika | 154   | 206   | 209   | 282   | 330   | 335   | 299   | 317   | 321   | 301   | 297   | 340   | 453   | 485   | 491   | 504   | 479   |
|                 | 1857. | 1869. | 1880. | 1890. | 1900. | 1910. | 1921. | 1931. | 1948. | 1953. | 1961. | 1971. | 1981. | 1991. | 2001. | 2011. | 2021. |

### Nacionalni sastav 2001.
- Hrvati – 5423 (95,51)
- Slovenci – 189 (3,33)
- Srbi – 4
- Česi – 2
- Talijani – 2
- Mađari – 1
- Romi – 1
- Slovaci – 1
- ostali – 4
- neopredijeljeni – 41 (0,72)
- nepoznato – 10 (0,18)

## Uprava
Općinsku upravu čini peteročlano općinsko poglavarstvo na čelu s općinskim načelnikom Mirkom Korotajem. Predstavničko tijelo općine je općinsko vijeće koje ime 15 članova. Većinu u Općini ima Hrvatska narodna stranka.

## Povijest
Nekad je tim krajem prolazila stara rimska prometnica Ptuj – Osijek. Na njenom ulasku u Hrvatsku, najstariji zemljovidi bilježe antičko naselje Ramista. Zbog skele kojom se moglo preći Dravu u turska vremena, mjesto se zvalo Brod, a danas je tamo međunarodni granični prijelaz Dubrava Križovljanska. Na temelju arheoloških nalaza, povjesničar A. B. Krčelić, nedaleko mjesto Babinec poistovjećuje s bivšim panonskim Anicijem. Na kamenom stupu Trpećeg Isusa iz 1658. godine urezan je i naziv Babnik.

## Obrazovanje
- Osnovna škola Cestica
- Područna škola Lovrečan (1. – 4. razred)

## Šport
- NK Polet Cestica
- NK Dinamo Babinec

NK Bratstvo Otok Virje
NK Vratno

## Vanjske poveznice
- Službene stranice Općine Cestica